# 소주보이
소주보이는 대한민국의 래퍼다. 2020년 EP 《Chogiyo!》로 데뷔했다.

## 방송
- 사인히어 (2019) - Top15(13위)

## 음반
- 사인히어(SignHere) episode2 (2019)
- 사인히어(SignHere) special (2019)
- Chogiyo! (2020)